# Miriam Hils
Miriam Hils (* 11. März 2004 in Lippstadt) ist eine deutsche Fußballspielerin.

## Karriere

### Vereine
Die defensive Mittelfeldspielerin Miriam Hils begann ihre Karriere im Alter von fünf Jahren beim Delbrücker SC und spielte dort bis zur C-Jugend in einer Jungenmannschaft. Nachdem sie im Jahre 2018 in das Mädchenfußballinternat des FLVW in der Sportschule Kaiserau aufgenommen worden war, wechselte Hils ein Jahr später zum SV Lippstadt 08. Dort spielte sie in der B-Junioren-Landesliga. Im Sommer 2021 wechselte sie zum Bundesligisten SGS Essen, wo sie einen Dreijahresvertrag unterzeichnete. Am 28. August 2021 (1. Spieltag) gab sie ihr Bundesligadebüt beim 1:1 im Heimspiel gegen den 1. FC Köln, als sie in der 88. Minute für Carlotta Wamser eingewechselt wurde. Auf der Suche nach neuen Herausforderungen verließ sie den Verein zum Saisonende. Mit einem Stipendium begab sie sich in die Vereinigten Staaten an die University of California, Berkeley, für dessen Sport-Team, die Golden Bears, sie in der Pacific-12 Conference spielen wird.

### Nationalmannschaft
Miriam Hils bestritt sechs Länderspiele für die U15-Nationalmannschaft. Ihr Debüt als Nationalspielerin gab sie am 31. Oktober 2018 in Sonthofen beim 6:0-Sieg im Testspiel gegen die Auswahl der Schweiz. Ihren einzigen Einsatz für die U17-Nationalmannschaft hatte sie am 16. Januar 2020 in Salou bei der 1:3-Niederlage im Testspiel gegen die Auswahl Spaniens. Am 26. und 28. November 2021 verlor sie mit der U20-Nationalmannschaft beide in Salou ausgetragenen Testspiele gegen die Auswahl Frankreichs mit 1:2 und Spaniens mit 0:1. Für die U19-Nationalmannschaft debütierte sie am 15. September 2021 beim 6:1-Sieg über die Auswahl Sloweniens in La Línea de la Concepción, Spanien.

## Erfolge
- Finalist U19-Europameisterschaft 2023